# Crespo (municipalité)
Pour les articles homonymes, voir Crespo.
Crespo est l'une des neuf municipalités de l'État de Lara au Venezuela. Son chef-lieu est Duaca. En 2011, la population s'élève à 49 958 habitants.

## Géographie

### Subdivisions
La municipalité est divisée en deux paroisses civiles avec, chacune à sa tête, une capitale (entre parenthèses) : 
- Fréitez (Duaca) ;
- José María Blanco (El Eneal).